# Lutero Rodrigues
Lutero Rodrigues da Silva (São Paulo, 8 de Agosto de 1950) é um maestro, professor universitário e pesquisador brasileiro. Destaca-se por sua atuação na regência, musicologia e ensino da música erudita brasileira. É membro da Academia Brasileira de Música e professor da Universidade Estadual Paulista (UNESP), com contribuições relevantes à pesquisa e edição crítica do repertório nacional.

## Biografia

### Formação e início da carreira
Lutero Rodrigues nasceu na cidade de São Paulo, em 1950. Iniciou seus estudos musicais com violino e piano. Formou-se em Regência pela Universidade de São Paulo (USP) em 1980, e especializou-se na Escola Superior de Música de Detmold, na Alemanha (1981–1983), sob orientação do maestro Martin Stephani.
Atuou como regente e educador em diversas instituições, incluindo a Fundação das Artes de São Caetano do Sul e o Madrigal Klaus-Dieter Wolff, premiado como melhor coral de 1980 pela APCA.

### Carreira acadêmica
Obteve o título de mestre em Música pela UNESP em 2001 e doutor em Musicologia pela USP em 2009. Sua tese, Carlos Gomes, os modernistas e Mário de Andrade, foi premiada pela Funarte e publicada pela Editora UNESP.
Desde 2010, é professor efetivo do Departamento de Música do Instituto de Artes da UNESP, atuando na graduação e na pós-graduação.

### Atuação como regente
Lutero Rodrigues foi regente titular da Orquestra Sinfonia Cultura – Rádio e TV Cultura de São Paulo entre 1998 e 2005. Nesse período, estreou mais de 100 obras de compositores brasileiros, sendo agraciado com o Prêmio APCA de Música Erudita em 1999. Também dirigiu festivais como o Festival de Inverno de Campos do Jordão (1987–1990). Foi também regente titular da Orquestra Acadêmica da UNESP até sua aposentadoria em 2025. Atuou como regente titular da Orquestra Sinfônica Jovem do Conservatório de Tatuí entre 1985 e 1987, Orquestra Sinfônica Juvenil do Litoral (1984 - 1991), Orquestra de Câmara da Cidade de Curitiba (1986-1998), Diretor artístico da Orquestra Sinfônica da Paraíba (temporada de 1992), Regente Titular e Diretor Artístico da Orquestra de Câmara do Theatro São Pedro de Porto Alegre.

## Pesquisa e publicações
Lutero Rodrigues dedica-se à pesquisa da música brasileira, com destaque para compositores como Carlos Gomes, Camargo Guarnieri, Heitor Villa-Lobos e José Maurício Nunes Garcia. Possui artigos publicados na Revista Música da USP e participa de projetos de edição crítica da Academia Brasileira de Música.

### Publicações selecionadas
- Carlos Gomes, os modernistas e Mário de Andrade. Editora UNESP, 2011. [4]
- "Villa-Lobos e o modernismo da Primeira República", Revista Música, USP, 2019.[5]

## Academia Brasileira de Música
Em 2002, foi eleito membro da Academia Brasileira de Música, ocupando a Cadeira nº 36, cujo patrono é Elias Álvares Lobo.

## Prêmios e reconhecimentos
- Prêmio APCA – Música Erudita (1999)
- Prêmio Funarte de Produção Crítica em Música (2010)

## Links Externos
- https://wp.ufpel.edu.br/criticamusical/simposios/v-simposio-internacional-musica-e-critica/convidados/lutero-rodrigues/
- https://www.theatromunicipal.org.br/evento/palestra-sobre-fosca-com-maestro-lutero-rodrigues/
- https://cultura.uol.com.br/videos/4617_provocacoes-208-com-lutero-rodrigues-bloco-02.html
- https://scholar.google.com.co/citations?user=YQ_I-NsAAAAJ&hl=en